# Microrregión de Itacoatiara
La microrregión de Itacoatiara es una de las microrregiones del estado brasilero de Amazonas perteneciente a la mesorregión Centro Amazonense. Su población fue estimada en 2006 por el IBGE en 139.654 habitantes y está dividida en cinco municipios. Posee un área total de 25.387,168 km².

## Municipios
| Municipio                                                 | Área {km²) | Población en 2008 | PIB (R$ 1.000,00) en 2005 | PIB per cápita en 2005 |
| --------------------------------------------------------- | ---------- | ----------------- | ------------------------- | ---------------------- |
| Itacoatiara                                               | 8.600      | 87.896            | 455.619                   | 5.682,00               |
| Itapiranga                                                | 4.759      | 9.515             | 24.001                    | 2.783,00               |
| Nueva Olinda del Norte                                    | 5.608      | 30.357            | 77.691                    | 2.568,00               |
| Silves                                                    | 3.731      | 8.479             | 40.449                    | 4.472,00               |
| Urucurituba                                               | 2.907      | 17.971            | 41.432                    | 4.610,00               |
| Los municipios de la Microrregión Catalão, según el IBGE. |            |                   |                           |                        |

## Economía
La microrregión (con especial importancia para los municipios de Itacoatiara, Nueva Olinda del Norte y Urucurituba), es una gran productora agropecuaria del estado de Amazonas, destacándose la producción de granos, batata, cebolla, caña de azúcar y rebaños de aves y bovinos, conforme se puede ver abajo:
| Tomate                                                                          | 3.400 toneladas    | Urucurituba                                       |
| Trigo                                                                           | 11.500 toneladas   | Itacoatiara                                       |
| Soja                                                                            | 7.745 toneladas    | Itacoatiara                                       |
| Café                                                                            | 138.456 toneladas  | Nueva Olinda del Norte                            |
| Cacao Blanco                                                                    | 409.950 toneladas  | Itacoatiara y Silves                              |
| Frijol                                                                          | 5.461 toneladas    | Itapiranga                                        |
| Arroz                                                                           | 11.604 toneladas   | Nueva Olinda del Norte                            |
| Banana                                                                          | 170.000 toneladas  | Itacoatiara, Nueva Olinda del Norte y Silves      |
| Açaí                                                                            | 851.000 toneladas  | Itapiranga, Silves, Urucurituba y Itacoatiara     |
| Batata                                                                          | 2.000 toneladas    | Nueva Olinda del Norte                            |
| AJo                                                                             | 1.080 toneladas    | Itacoatiara                                       |
| Pollos                                                                          | 384.722 cabezas    | Itacoatiara y Nueva Olinda del Norte              |
| Bovinos                                                                         | 256.958 cabezas    | Itacoatiara, Urucurituba y Nueva Olinda del Norte |
| Vacas Ordeñadas                                                                 | 11.024 cabezas     | Nueva Olinda del Norte                            |
| Litros/Leche/Año                                                                | 139.133 mil litros | Nueva Olinda del Norte y Itacoatiara              |
| Litros/Miel/Año                                                                 | 33.5 mil litros    | Itapiranga y Silves                               |
| Principales productos agropecuários de la Microrregión de Catalão IBGE en 2005. |                    |                                                   |

- Datos: Q2466003